# Wolf Warrior
Série Wolf Warrior
Wolf Warrior 2
(2017)
Pour plus de détails, voir Fiche technique et Distribution.

Wolf Warrior (战狼, Zhàn láng) est un film d'aventure et d'action chinois, réalisé par Wu Jing, sorti en 2015. Il a pour suite Wolf Warrior 2.

## Synopsis
Un soldat des forces spéciales de l'armée chinoise  est confronté à un groupe de mercenaires engagés par un baron de la drogue après que son fils a été tué par ce dernier.

## Fiche technique
- Titre original : 战狼, Zhàn láng
- Titre français : Wolf Warrior
- Réalisation : Wu Jing
- Scénario : Wu Jing, Gao Yan, Liu Yi et Qun Dong
- Musique : Kian How Yoa
- Pays d'origine : Chine
- Format : Couleurs - 35 mm - 2,35:1 - Dolby
- Genre : action, thriller
- Durée : 90 minutes
- Date de sortie :
  -  France : 6 avril 2015

## Distribution
- Wu Jing : Leng Feng
- Yu Nan : Long Xiaoyun
- Ni Dahong : Min Deng